# Serra do Barroso
A Serra do Barroso (também conhecida como de Alturas) é a oitava maior elevação de Portugal Continental, com 1279 metros de altitude. Situa-se no Alto Trás-os-Montes, no concelho de Boticas. Esta serra faz parte do sistema montanhoso da Peneda-Gerês. Nesta região é criada a raça bovina barrosã.

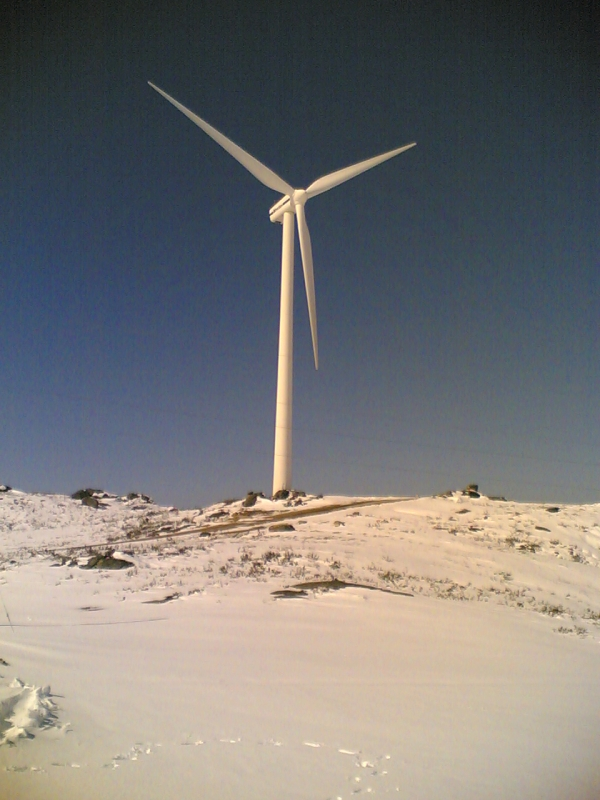
Aerogerador instalado na Serra do Barroso, após um nevão